# Борове (Любуське воєводство)
Борове (пол. Borowe) — село в Польщі, у гміні Ілова Жаґанського повіту Любуського воєводства.
Населення — 471 особа (2011).
У 1975-1998 роках село належало до Зеленогурського воєводства.

## Демографія
Демографічна структура станом на 31 березня 2011 року:
|          | Загалом | Допрацездатний вік | Працездатний вік | Постпрацездатний вік |
| -------- | ------- | ------------------ | ---------------- | -------------------- |
| Чоловіки | 239     | 54                 | 171              | 14                   |
| Жінки    | 232     | 46                 | 140              | 46                   |
| Разом    | 471     | 100                | 311              | 60                   |